# Orcelita
La orcelita es un mineral, arseniuro de níquel, que fue descubierto originalmente en ejemplares procedentes de la mina Tiébagi, en Koumac, Nueva Caledonia (Francia), en forma de granos microscópicos. El nombre es un homenaje al profesor Jean Orcel.

## Propiedades físicas y químicas
La orcelita se ha encontrado en la mayoría de los yacimientos como granos microscópicos, visibles solamente mediante técnicas de microscopía de luz reflejada, asociados a otros minerales de níquel, especialmente a pentlandita, maucherita y  niquelina. Muy ocasionalmente se han encontrado granos de un tamaño de algunos milímetros, en los que puede observarse un color  rosado-bronce, semejante al de la niquelina, con un tono más amarronado. 

## Yacimientos
La orcelita se ha identificado en unos 50 yacimientos en el mundo, pero casi siempre en forma invisible a simple vista, como granos microscópicos. En la mina Avebury, en el municipio de West Coast, Tasmania (Australia) se han encontrado ocasionalmente ejemplares con masas de hasta 1 cm.En España se ha encontrado en forma de granos microscópicos en el yacimiento de minerales de níquel de Nebral, Mijas (Málaga), rodeando granos de maucherita.